# Ракетный крейсер типа CSGN
Ракетный крейсер типа CSGN — проект ракетного крейсера, разработанного для ВМС США в 1970-х годах. Разработка проекта стартовала в 1973 году, на базе нереализованного проекта DLGN. Его планировалось оснастить новейшими системами вооружения, в том числе боевой многофункциональной системой оружия «Иджис». Сторонники строительства крейсеров типа CSGN полагали, что такие корабли могут не только выполнять роль эскорта авианосных соединений, но и вести самостоятельные крейсерские операции, по образцу Второй мировой войны. Предполагалось построить 8 крейсеров проекта, а в дополнение к ним ещё 16 более дешёвых крейсеров на базе эсминца «Спрюэнс». Стоимость CSGN оценивалась в 1,5 миллиарда долларов за единицу. Столь высокая цена привела в 1977 году к прекращению работ по проекту. Комиссия Сената США посчитала его слишком дорогим для эскортного корабля.

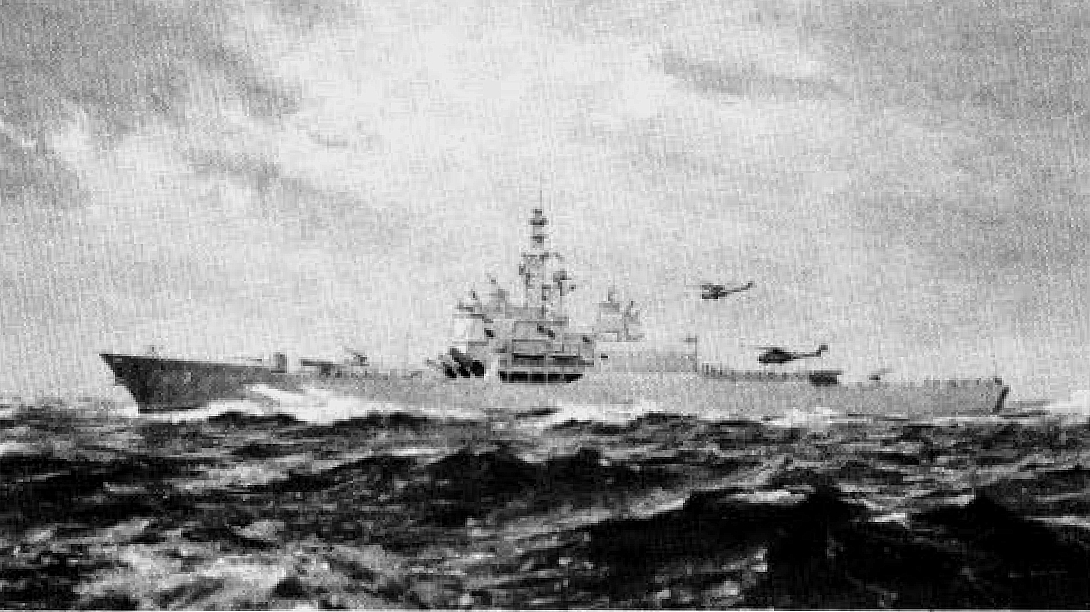
Ракетный крейсер CSGN, вариант 1976 года. (рисунок)